# Choeradodis columbica
Choeradodis columbica är en bönsyrseart som beskrevs av Max Beier 1931. Choeradodis columbica ingår i släktet Choeradodis och familjen Mantidae. Inga underarter finns listade i Catalogue of Life.